# Луданга
Луданга — река в России, протекает в Ветлужском районе Нижегородской области. Устье реки находится в 411 км по левому берегу реки Ветлуги. Длина реки составляет 17 км, площадь водосборного бассейна 70,2 км².
Исток реки в лесном массиве северо-западнее деревни Пашково в 23 км к северо-востоку от города Ветлуга. Течёт на юго-запад по ненаселёному лесному массиву, впадает в Ветлугу напротив деревни Минино. В нижнем течении соединена протокой с Чадрой.

## Данные водного реестра
По данным государственного водного реестра России относится к Верхневолжскому бассейновому округу, водохозяйственный участок реки — Ветлуга от истока до города Ветлуга, речной подбассейн реки — Волга от впадения Оки до Куйбышевского водохранилища (без бассейна Суры). Речной бассейн реки — (Верхняя) Волга до Куйбышевского водохранилища (без бассейна Оки).
По данным геоинформационной системы водохозяйственного районирования территории РФ, подготовленной Федеральным агентством водных ресурсов:
- Код водного объекта в государственном водном реестре — 08010400112110000042100
- Код по гидрологической изученности (ГИ) — 110004210
- Код бассейна — 08.01.04.001
- Номер тома по ГИ — 10
- Выпуск по ГИ — 0